# Eugénie Tripier Le Franc
Eugénie Tripier Le Franc, née Françoise Élisabeth Lebrun, est une femme peintre, dessinatrice, graveuse, née à Paris le 7 septembre 1797 et morte le 11 novembre 1872 dans le 16e arrondissement de Paris,.
Elle est connue comme peintre de portraits et dernière élève de sa tante la peintre Élisabeth Vigée Le Brun.
Elle fut également élève de Jean-Baptiste Regnault et du Baron Gros.

## Biographie
Elle expose au Salon sous son nom de jeune fille Lebrun de 1819 à 1824 puis sous son nom de femme mariée Tripier Le Franc de 1831 à 1842.
Elle expose régulièrement dans le nord de la France où elle obtient des médailles à Lille, 1825, à Cambrai 1826, à Douai 1827 et 1831.
Elle est présentée par la galerie Lebrun en 1825 et 1827.
Elle grave le portrait de Toussaint Louverture.
Elle est médaille d'argent au Salon de Valenciennes de 1835 pour ses portraits de Marceline Desbordes-Valmore et Henry Berthoud, « deux enfants du Nord » qui sont qualifiés de « remarquables par une exécution supérieure ».
On lui doit également de nombreuses copies des toiles de Madame Vigée Lebrun (portrait de Marie-Antoinette, de Madame du Barry, Versailles), de Rubens ou encore Titien. En 1841, son atelier est situé 9, rue Joubert.
Après 1842, sa réputation de portraitistes est bien établie et elle réalise des portraits dont celui au pastel de Wilhelmine von Clermont en 1855.
En 1843, elle donne au Louvre les portraits peints par Vigée-Lebrun, « la tendresse maternelle » (1786),  le portrait de Hubert Robert (1788)  ainsi que le portrait de Paisiello aujourd'hui déposé à Versailles.
Elle écrit de sa main une partie des mémoires d'Élisabeth Vigée Le Brun publiées en 1835, ce qui ouvre un débat sur leur authenticité 
Son mari Justin Tripier Le Franc, secrétaire du préfet de Police, est né le 25 décembre 1805 à Paris et mort le 2 avril 1883 à Marseille. Il agit de manière que son épouse puisse hériter, contre Caroline Rivière, de leur tante Élisabeth Vigée Le Brun. Amateur éclairé et « consciencieux collecteur de preuves, » il fonde la Société de l'Histoire de l'Art français en 1872. Son premier texte critique est consacrée à Élisabeth Vigée Le Brun. Il est l'auteur de la première monographie consacrée au Baron Gros paru en 1880 Histoire de la vie et de la mort du baron Gros : le grand peintre : rédigée sur de nouveaux documents et d'après des souvenirs inédits... Les documents qu'il réunit et dépose, aujourd'hui à l'INHA, « constituent néanmoins une riche documentation sur Élisabeth Vigée le Brun ainsi que sur son ancien mari et célèbre marchand d'art Jean-Baptiste Le Brun », sur le baron Gros, mais il ne laisse que peu de documents sur Eugénie Tripier Lefranc, ce qui semble présumer que l'atelier du peintre rue Joubert fut incendié en 1871.
Tous deux et leurs enfants Charles-Auguste (1830-1891) et Eugènie-Elvire (1832-1866) sont enterrés au cimetière d'Auteuil.
Les collections du couple sont vendues en trois jours après la mort de Justin Tripier-Lefranc en 1883, contenant des peintures, dessins de Eugénie Tripier-Le Franc, Boucher, Fragonard, Girodet, Gros, Hubert Robert, Tiepolo, et de Madame Vigée-Lebrun, des objets d'art, dont des porcelaines de Chine et de Sèvres, des recueils de gravure et une bibliothèque dédiée aux Beaux-Arts.

## Collections Publiques
- Château de Versailles - Portrait de madame Vigée-Lebrun, d'après Élisabeth Vigée Le Brun
- Musée du Louvre
- Musée dee beaux-arts de Valenciennes - Portrait de la comédienne Catherine Joséphine de Raffin.
- Musée Lambinet, Versailles - Portrait de la comtesse du Barry, d'après Élisabeth Vigée Le Brun
- Brooklyn Museum, USA - Autoportrait à la sanguine
- Musée de L'Ermitage, Moscou - Portrait de Caroline Rivière
- Musée Belvédère, Vienne - Portrait de Dame

## Galerie

Œuvres d'Eugénie Tripier Le Franc
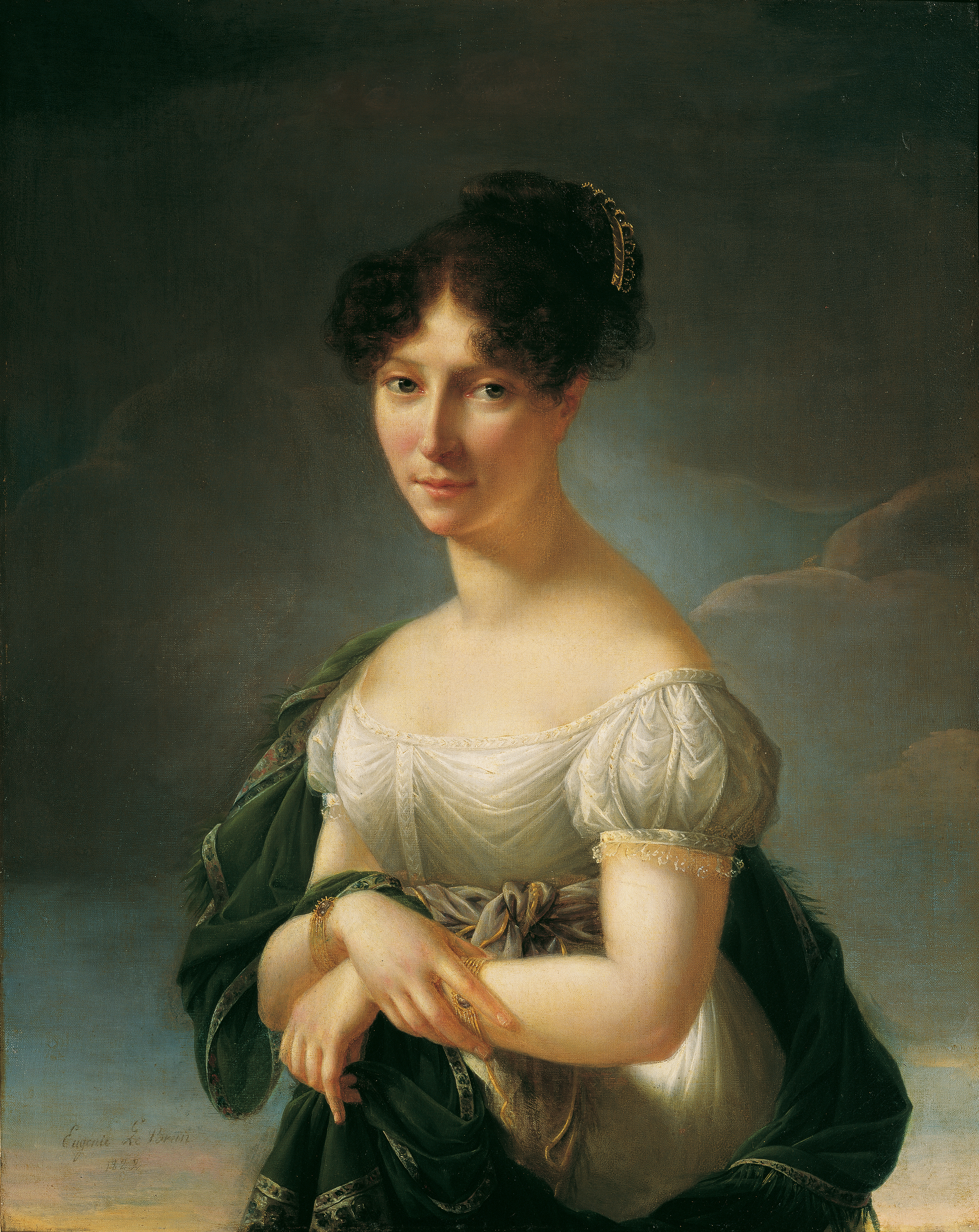
Portrait d'une dame, 1822, Österreichische Galerie Belvedere
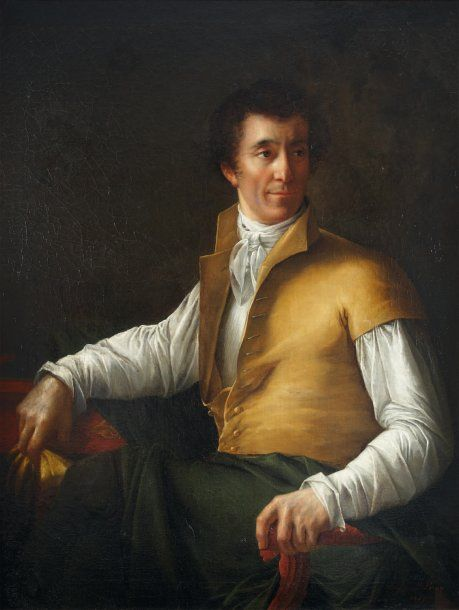
Portrait d'homme au gilet jaune, 1827, localisation inconnue
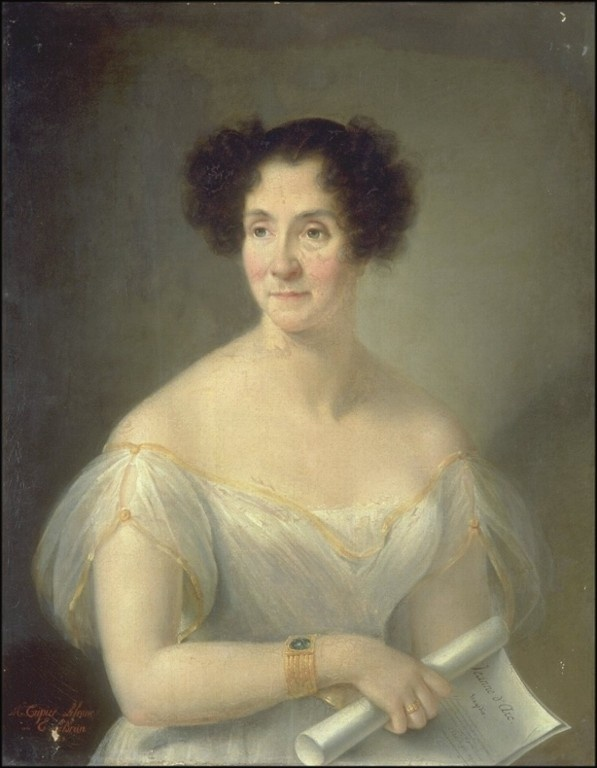
Portrait de Catherine-Joséphine Duchesnois, 1833 musée des Beaux-Arts de Valenciennes
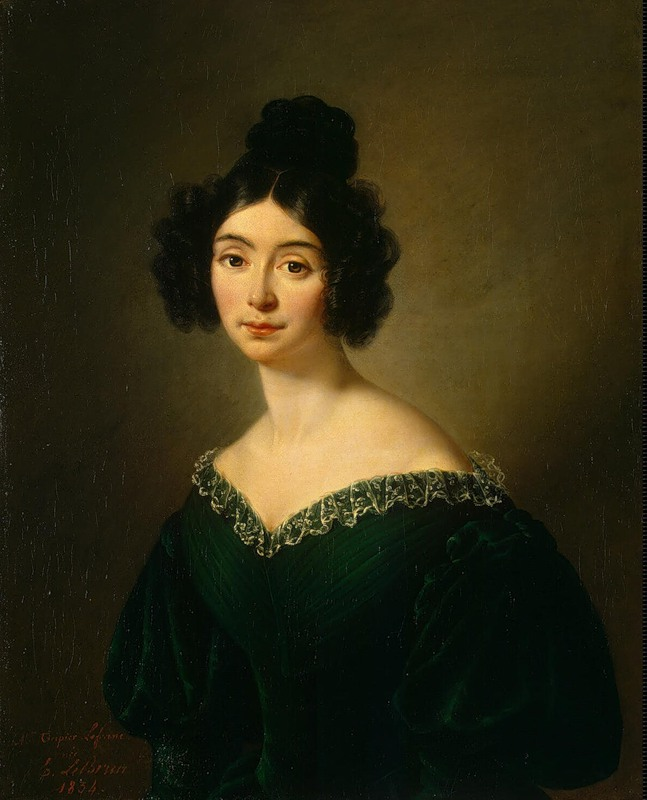
Portrait de Mademoiselle Rivière, 1834, Musée de l'Ermitage
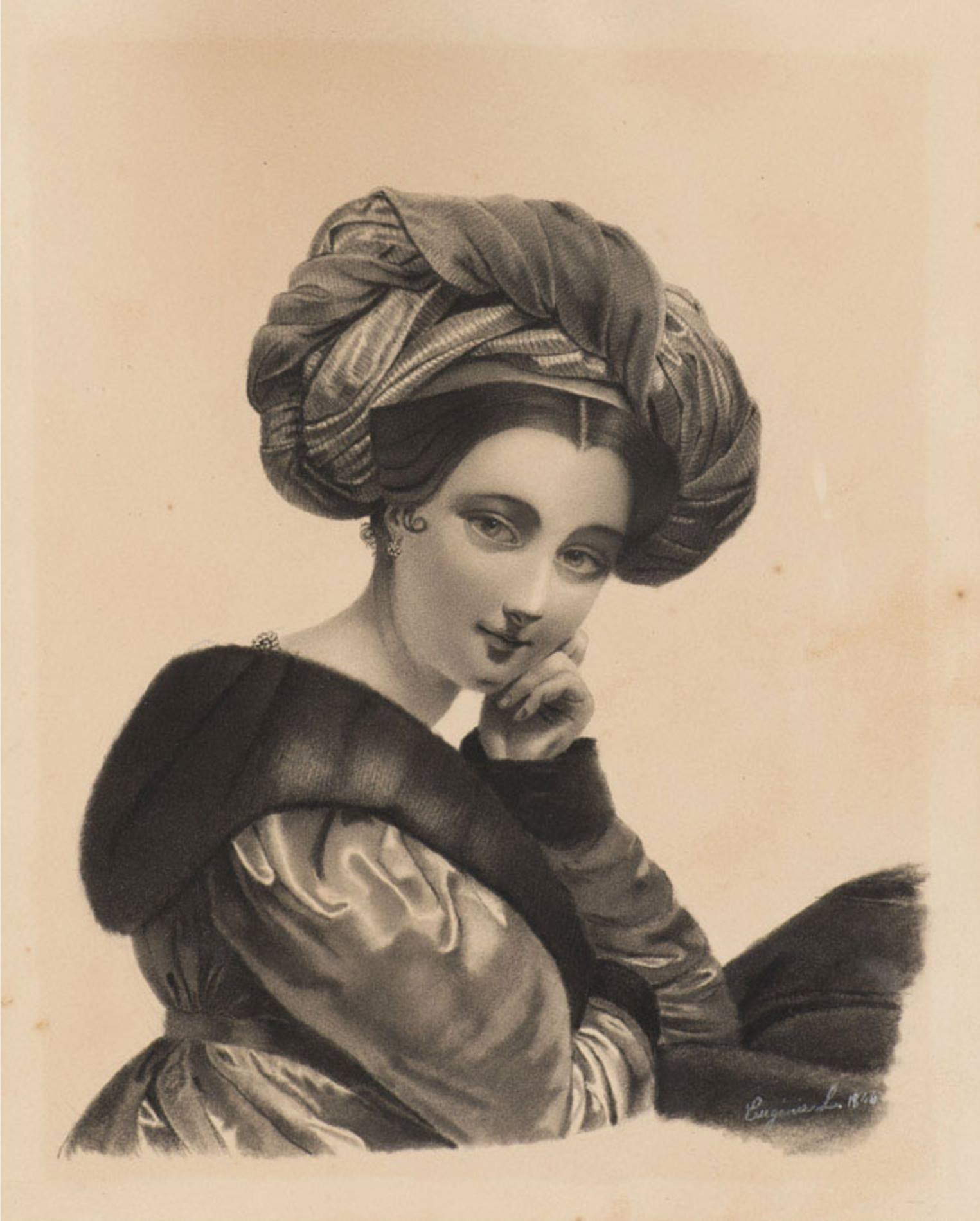
Portrait de Cornélie Falcon, 1848, dessin au crayon, localisation inconnue
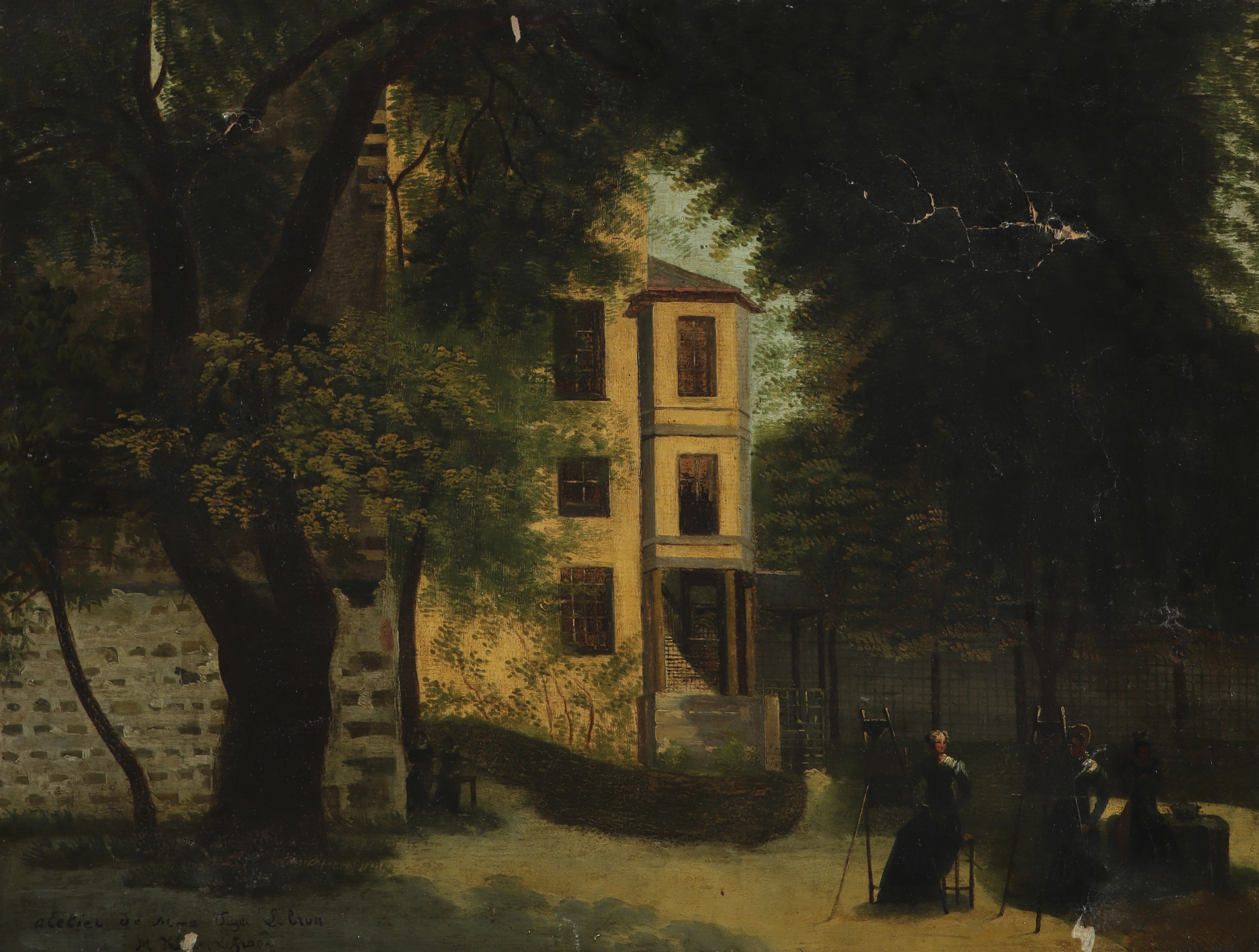
Atelier de Mme Vigée Lebrun
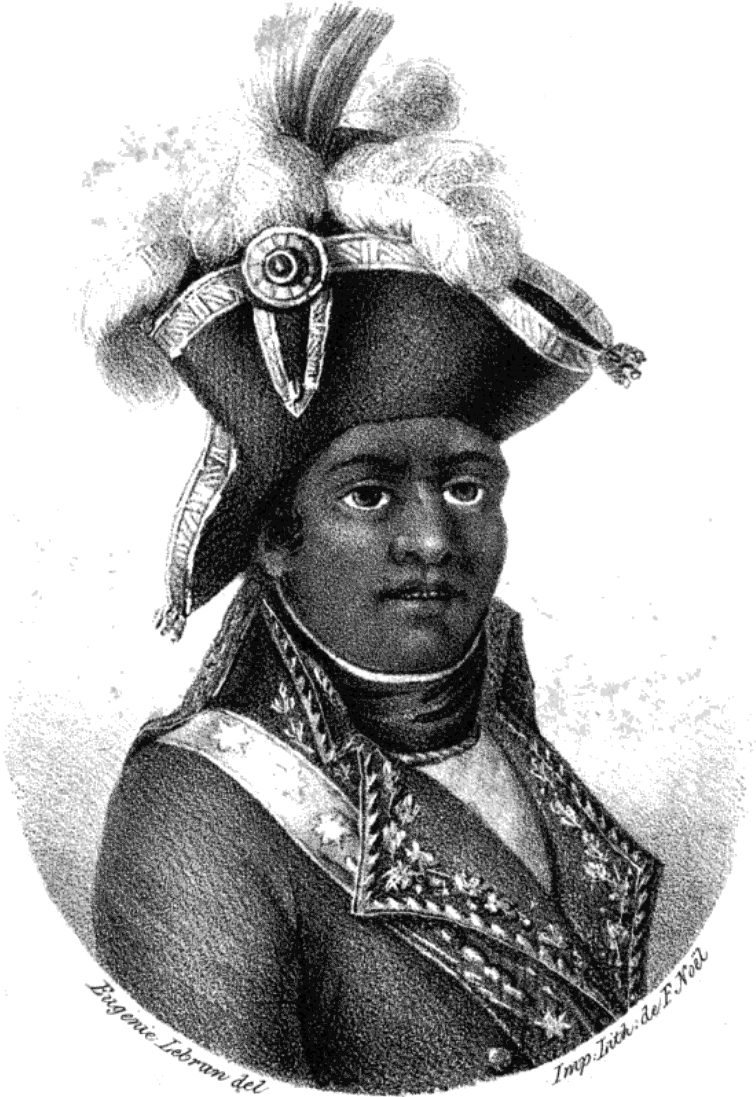
Portrait de Toussaint Louverture, reproduction d'après Eugénie Tripier Le Franc